# Liste der größten Einkaufszentren Afrikas
Diese Liste führt die größten Einkaufszentren Afrikas mit einer Verkaufsfläche Fläche von mindestens 60.000 m² auf, geordnet nach Anzahl Geschäften.

## Einkaufszentren
| Rang | Name                        | Land      | Stadt        | Eröffnung | Verkaufsfläche | Gesamtfläche | Geschäfte |
| ---- | --------------------------- | --------- | ------------ | --------- | -------------- | ------------ | --------- |
| 7    | Mall of Arabia              | Ägypten   | Kairo        |           | 159.000 m²     | 267.000 m²   |           |
| 2    | Cairo Festival City Mall    | Ägypten   | Kairo        |           | 158.000 m²     | 206.000 m²   |           |
| 3    | Gateway Theatre of Shopping | Südafrika | Durban       | 2001      | 150.000 m²     |              | 380       |
| 4    | Canal Walk                  | Südafrika | Kapstadt     |           | 141.000 m²     |              | 400       |
| 5    | Mall of Africa              | Südafrika | Johannesburg | 2016      | 130.000 m²     |              | 300       |
| 6    | Sandton City                | Südafrika | Sandton      |           | 128.000 m²     |              | 300       |
| 1    | Morocco Mall                | Marokko   | Casablanca   | 2011      | 70.000 m²      | 250.000 m²   | 600       |
| 8    | Two Rivers Mall             | Kenia     | Nairobi      | 2017      | 67.000 m²      |              | 180       |